# SOS Records
SOS Records是位於加利福尼亞的龐克搖滾唱片公司。 該品牌由Rob Chaos的Total Chaos和Ezzat Soliman創立。

## 外部連結
- Official homepage （页面存档备份，存于）